# Cicerale
Cicerale é uma comuna italiana da região da Campania, província de Salerno, com cerca de 1.343 habitantes. Estende-se por uma área de 41 km², tendo uma densidade populacional de 33 hab/km². Faz fronteira com as comunas de Agropoli, Capaccio, Giungano, Monteforte Cilento, Ogliastro Cilento, Perito, Prignano Cilento, Trentinara.

## Demografia
| Variação demográfica do município entre 1861 e 2011                               |
|                                                                                   |
| Fonte: Istituto Nazionale di Statistica (ISTAT) - Elaboração gráfica da Wikipedia |